# Holzschlag (Gemeinde Brand-Nagelberg)
Holzschlag (auch Holzschlaghäuser) ist eine Rotte in der Marktgemeinde Brand-Nagelberg im Bezirk Gmünd in Niederösterreich.

## Geografie
Sie schließt nördlich an Alt-Nagelberg an und endet mit einem Gewerbegebiet. Nach Westen hin wird der Ort von mehreren Teichen begrenzt, die vom Gamsbach gespeist werden.

## Geschichte
In Folge der Theresianischen Reformen wurde der Ort dem Kreis Ober-Manhartsberg unterstellt und nach dem Umbruch 1848 war er bis 1867 dem Amtsbezirk Litschau zugeteilt.
Im frühen 19. Jahrhundert war die Ortslage noch weitgehend unbebaut, der Franziszeische Kataster von 1823 zeigt nur vereinzelt Gehöfte. Die durch Brandrodung entstandenen Flächen werden im Adressbuch von Österreich als Holzschlaghäuser bezeichnet.

## Verkehr
Die Waldviertler Schmalspurbahn spaltet sich nördlich von Holzschlag in einen Ast nach Litschau und einen Ast nach Heidenreichstein auf. Der Ort verfügt hier über die Haltestelle Alt Nagelberg Fa. Ergo.